# Team Sky/2015
Deze pagina geeft een overzicht van de Team Sky-wielerploeg in 2015. 

## Algemeen
Sponsor: BSkyB
Algemeen manager: Dave Brailsford
Teammanager: Gabriel Rasch
Ploegleiders: Nicolas Portal, Servais Knaven, Xabier Artetxe, Kurt-Asle Arvesen, Dario Cioni, Rod Ellingworth, Carsten Jeppesen
Fietsen: Pinarello
Materiaal: Shimano
Kleding: Rapha
Auto's: Jaguar
Kopmannen: Richie Porte & Chris Froome

## Transfers
| Inkomend             | Team 2014                   | Uitgaand                      | Team 2015              |
| -------------------- | --------------------------- | ----------------------------- | ---------------------- |
| Andrew Fenn          | Omega Pharma-Quick-Step     | Joseph Dombrowski             | Team Cannondale-Garmin |
| Wout Poels           | Omega Pharma-Quick-Step     | Dario Cataldo                 | Astana Pro Team        |
| Elia Viviani         | Cannondale Pro Cycling Team | Edvald Boasson Hagen          | MTN-Qhubeka            |
| Nicolas Roche        | Tinkoff-Saxo                | Gabriel Rasch                 | Gestopt                |
| Leopold König        | Team NetApp-Endura          | Joshua Edmondson              | Onbekend               |
| Lars Petter Nordhaug | Belkin Pro Cycling Team     | Bradley Wiggins (vanaf 12/04) | WIGGINS                |

## Renners
| Naam                        | Geboortedatum | Nationaliteit       | Ploeg 2014                  |
| --------------------------- | ------------- | ------------------- | --------------------------- |
| Ian Boswell                 | 07-02-1991    | Verenigde Staten    |                             |
| Philip Deignan              | 07-09-1983    | Ierland             |                             |
| Nathan Earle                | 04-06-1988    | Australië           |                             |
| Bernhard Eisel              | 17-02-1981    | Oostenrijk          |                             |
| Andrew Fenn                 | 01-07-1990    | Verenigd Koninkrijk | Omega Pharma-Quick-Step     |
| Chris Froome                | 20-05-1985    | Verenigd Koninkrijk |                             |
| Sebastián Henao             | 05-08-1993    | Colombia            |                             |
| Sergio Henao                | 10-12-1987    | Colombia            |                             |
| Peter Kennaugh              | 15-06-1989    | Verenigd Koninkrijk |                             |
| Vasil Kiryjenka             | 28-06-1981    | Wit-Rusland         |                             |
| Christian Knees             | 05-03-1981    | Duitsland           |                             |
| Leopold König               | 15-11-1987    | Tsjechië            | Team NetApp-Endura          |
| David López García          | 13-05-1981    | Spanje              |                             |
| Mikel Nieve                 | 26-05-1984    | Spanje              |                             |
| Lars Petter Nordhaug        | 14-05-1984    | Noorwegen           | Belkin Pro Cycling Team     |
| Danny Pate                  | 24-03-1979    | Verenigde Staten    |                             |
| Wout Poels                  | 01-10-1987    | Nederland           | Omega Pharma-Quick-Step     |
| Richie Porte                | 30-01-1985    | Australië           |                             |
| Salvatore Puccio            | 31-08-1989    | Italië              |                             |
| Nicolas Roche               | 03-07-1984    | Ierland             | Tinkoff-Saxo                |
| Luke Rowe                   | 10-03-1990    | Verenigd Koninkrijk |                             |
| Kanstantsin Siwtsow         | 09-08-1982    | Wit-Rusland         |                             |
| Ian Stannard                | 25-05-1987    | Verenigd Koninkrijk |                             |
| Chris Sutton                | 10-09-1984    | Australië           |                             |
| Ben Swift                   | 06-12-1987    | Verenigd Koninkrijk |                             |
| Geraint Thomas              | 25-05-1986    | Verenigd Koninkrijk |                             |
| Elia Viviani                | 07-02-1989    | Italië              | Cannondale Pro Cycling Team |
| Bradley Wiggins (tot 12/04) | 28-04-1980    | Verenigd Koninkrijk |                             |
| Xabier Zandio               | 17-03-1977    | Spanje              |                             |

## Belangrijke overwinningen
Tour Down Under
5e etappe: Richie Porte
Ronde van Dubai
2e etappe: Elia Viviani
Ronde van de Algarve
2e etappe: Geraint Thomas
4e etappe: Richie Porte
Eindklassement: Geraint Thomas
Ruta del Sol
4e etappe: Chris Froome
Eindklassement: Chris Froome
Omloop Het Nieuwsblad
Winnaar: Ian Stannard
Parijs-Nice
4e etappe: Richie Porte
7e etappe (tijdrit): Richie Porte
Eindklassement: Richie Porte
Tirreno-Adriatico
4e etappe: Wout Poels
E3 Harelbeke
Winnaar: Geraint Thomas
Internationale Wielerweek
2e etappe: Ben Swift
Ronde van Catalonië
Eindklassement: Richie Porte
Driedaagse van De Panne-Koksijde
3e etappe (b-tijdrit): Bradley Wiggins
Ronde van Trentino
2e etappe: Richie Porte
Eindklassement: Richie Porte
Ronde van Romandië
1e etappe: Ploegentijdrit
Ronde van Yorkshire
1e etappe: Lars Petter Nordhaug
Eindklassement: Lars Petter Nordhaug
Ronde van Italië
2e etappe: Elia Viviani
14e etappe (tijdrit): Vasil Kiryjenka
Critérium du Dauphiné
1e etappe: Peter Kennaugh
7e etappe: Chris Froome
8e etappe: Chris Froome
Eindklassement: Chris Froome
Europese Spelen 2015
Tijdrit: Vasil Kiryjenka
Nationale kampioenschappen wielrennen
Australië - tijdrit: Richie Porte
Groot-Brittannië - wegrit: Peter Kennaugh
Wit-Rusland - tijdrit: Vasil Kiryjenka
Ronde van Frankrijk
10e etappe: Chris Froome
Bergklassement: Chris Froome
Eindklassement: Chris Froome
Ronde van Polen
6e etappe: Sergio Henao
Eneco Tour
1e etappe: Elia Viviani
Ronde van Tsjechië
3e etappe: Leopold König
Ronde van Groot-Brittannië
1e etappe: Elia Viviani
3e etappe: Elia Viviani
5e etappe: Wout Poels
8e etappe: Elia Viviani
Ronde van Spanje
18e etappe: Nicolas Roche
Wereldkampioenschappen wielrennen
Tijdrit: Vasil Kiryjenka
Ronde van Abu Dhabi
2e etappe: Elia Viviani
4e etappe: Elia Viviani
Chrono des Herbiers
Winnaar: Vasil Kiryjenka
2010 · 2011 · 2012 · 2013 · 2014 · 2015 · 2016 · 2017 · 2018 · 2019 · 2020 · 2021 · 2022 · 2023 · 2024 · 2025
AG2R-La Mondiale · Astana Pro Team · BMC Racing Team · Team Cannondale-Garmin · Etixx-Quick Step · FDJ · Team Giant-Alpecin · IAM Cycling · Katjoesja · Lampre-Merida · Team LottoNL-Jumbo · Lotto Soudal · Movistar Team · Orica GreenEDGE · Team Sky · Tinkoff-Saxo · Trek Factory Racing